# Парадокс підготовки
Парадокс підготовки — це явище, що описує ситуацію, коли суспільство або окрема особа вважає, що ретельна підготовка до певної події (пандемії, стихійного лиха чи іншої катастрофи) була зайвою, оскільки наслідки виявилися незначними. Проте, насправді катастрофи вдалося уникнути саме завдяки цій підготовці та наполегливій праці.

## Історія терміна
Термін "парадокс підготовки" почав уживатися наприкінці 1950-х років у різних сферах, від військової справи до економіки. Сучасного поширення цей термін набув під час пандемії COVID-19 та заходів, які вживали уряди для її стримування. Ще одне помітне використання терміна зафіксоване у 2017 році, коли Роланд Бергер проаналізував готовність керівників аерокосмічної та оборонної галузей до різних викликів. Майже дві третини опитаних повідомили, що були добре підготовлені до геополітичних змін, які не могли контролювати, але водночас виявлялися неготовими у сферах технологій та інновацій, де вони могли впливати на ситуацію. Бергер дійшов висновку, що галузі необхідно розробляти якісніші бізнес-стратегії, щоб подолати цю прогалину у готовності.

## Причина парадоксу
На організми з коротким життєвим циклом значно впливають хаотичні або ворожі умови, через що вони мають природний страх перед катастрофами. Люди ж, маючи довший термін життя, можуть відчувати меншу нагальність у підготовці до таких подій, адже часто мають більше часу та ресурсів для реагування.
Когнітивні упередження також відіграють важливу роль у недооцінці необхідності підготовки. Надмірний оптимізм змушує занижувати масштаб потенційного лиха, а упередження до нормальності створює уявлення, що катастрофа трапиться деінде й не зачеплять конкретну особу. Навіть якщо подія стається локально, люди схильні вважати, що постраждають лише їхні сусіди.
Ще однією перепоною є тривалий інтервал між катастрофами. Коли подібні події відбуваються нечасто, суспільству важко усвідомити необхідність підготовки. Віддаленість перспективи робить катастрофу менш реальною, а нові покоління забувають емоційний вплив попередніх подій. Це явище посилюється в разі успішних запобіжних заходів, адже їхній ефект зменшує пам’ять про початкову небезпеку.
Фінансові фактори також сприяють виникненню парадоксу підготовки. Люди схильні переоцінювати відомі короткострокові витрати й недооцінювати довгострокові вигоди, які важко виміряти. Підготовка до катастроф часто є дорогою в короткій перспективі, що може призвести до нехтування нею, зокрема з катастрофічними наслідками у майбутньому.

## Приклади

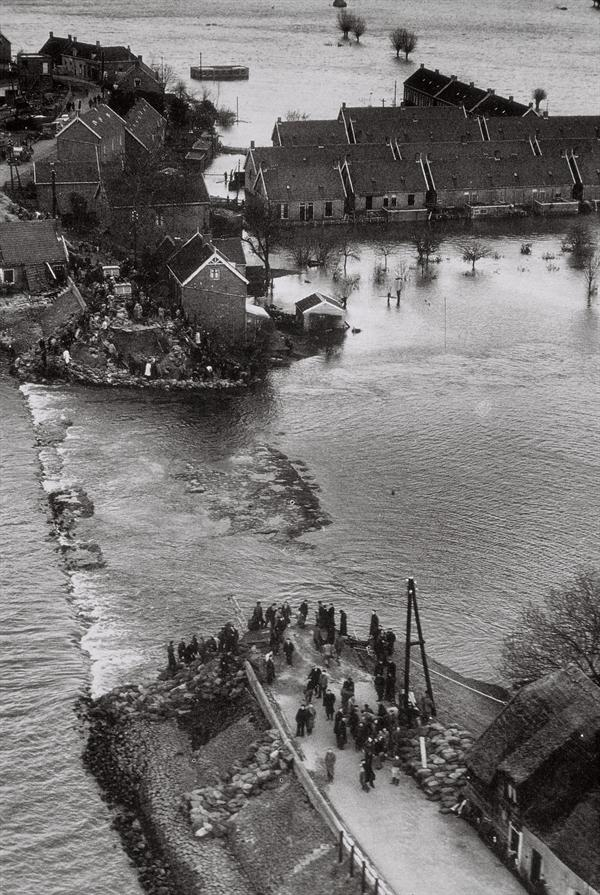
Пролом у дамбі в Папендрехті, Нідерланди, під час повені в Північному морі 1953 року, затоплення будинків, які були побудовані за нею

Дамби — це інженерні споруди, що пролягають паралельно річкам і слугують захистом від повеней. Однак їхня довгострокова безпека може створювати хибне враження, що захищені території повністю "вільні від повеней". Це призводить до небезпечної забудови заплав, що з часом може збільшити ризики повеней і потенційних збитків.
Підготовка до пандемій — ще один приклад парадоксу готовності. Достатні інвестиції в підготовку могли б забезпечити швидке виявлення та локалізацію невеликих спалахів захворювань, що запобігло б масовим смертям чи економічним кризам. Проте, якщо катастрофи вдалося уникнути, у суспільства може виникнути сумнів щодо доцільності таких витрат, адже відсутність масштабних наслідків здається свідченням їхньої "непотрібності".
Увага до екологічних проблем, як-от озонова діра чи кислотні дощі, з часом значно зменшилася. У 2022 році правий політичний коментатор Мет Уолш зазначив, що ці загрози майже зникли з публічного дискурсу. Це свідчить про те, що їх більше не сприймають як актуальні або потенційно небезпечні, адже проблема здається далекою й незначною.
Історична перспектива також демонструє парадокс підготовки. Наприклад, дії, вжиті для запобігання наслідкам "проблеми 2000 року" (Y2K), згодом назвали "надмірною реакцією", а не успішною профілактичною мірою. Це знову вказує на схильність недооцінювати важливість підготовки після успішного уникнення катастрофи.

## Зовнішні посилання
- Парадокс страуса: чому ми недостатньо готові до катастроф